# اوندر توراجی
اوندر توراجی (انگلیسی: Önder Turacı؛ زادهٔ ۱۴ ژوئیهٔ ۱۹۸۱) بازیکن فوتبال اهل ترکیه است.
از باشگاه‌هایی که در آن بازی کرده‌است می‌توان به باشگاه فوتبال قیصریه‌اسپور، باشگاه فوتبال آنتالیااسپور، باشگاه فوتبال استاندارد لیژ، باشگاه ورزشی ساری‌یر، باشگاه فوتبال فنرباغچه، و باشگاه ورزشی گوزتپه اشاره کرد.
وی همچنین در تیم‌های ملی فوتبال تیم ملی فوتبال زیر ۱۹ سال بلژیک، زیر ۲۱ سال بلژیک، و ترکیه بازی کرده‌است.